# Conférence de citoyens
Une conférence de citoyen est une procédure se donnant pour objectif de faire participer les citoyens au débat public. Connaissant diverses modalités, qui se différencient suivant leur protocole et leur place dans le processus de décision (la délibération des citoyens a-t-elle seulement une valeur facultative ou s'impose-t-elle aussi de quelque manière au législateur ?[style à revoir]), les conférences de citoyens se sont développées en France à la suite de multiples expériences en Allemagne et aux États-Unis puis au Danemark. Elles se distinguent d'autres procédures dites participatives que sont par exemple les débats publics (ces derniers désignant une procédure faisant l'objet d'une marque déposée depuis 2002). Au-delà de l'outil de bonne pratique développé dans le milieu médical américain dans les années 1970 (conférences de consensus), la conférence de citoyens se veut un outil au service d'une démocratie participative abordant des questions tant techniques, éthiques que sociétales. Elle est également appelée jury citoyen, et un modèle proche a été nommé « convention de citoyens » par la Fondation Sciences Citoyennes qui en fait la promotion assidue.  

## Avènement d'une procédure
Les conférences de citoyens en France ont été créées à l'étranger. elles s'inspirent des conférences de consensus médicales, des Cellules de planification inventées en Allemagne par Peter Dienel (de) et des jurys citoyens développés aux États-Unis par Ned Crosby[source insuffisante].

### Premières conférences de consensus médicales
La première a été organisée aux États-Unis en 1977. L'objectif était de dégager la meilleure manière d'agir dans un cas médical spécifique. Depuis, plusieurs centaines de conférences de consensus médicales ont été organisées dans le monde entier. Ne réunissant originellement que des professionnels, ces conférences se sont progressivement ouvertes aux non-professionnels par l'intermédiaire d'associations de patients.

### Expériences allemandes et américaines
Le modèle initial des multiples expériences participatives émerge simultanément en Allemagne et aux États-Unis en 1972. En Allemagne les travaux du sociologue Peter Dienel débouchent sur la création de « cellules de planifications » (Planungszellen). Aux États-Unis, les Citizens' juries s'inspirent des travaux du sociologue Ned Crosby. Pour l'essentiel ces procédures suivent dès le début des protocoles proches de ceux que développera plus tard l'office danois des technologies.

### Modèle danois
En 1987, un comité du Parlement danois — le Danish Board of Technology — s'inspirant du modèle des conférences de consensus médicales met en place la première conférence de citoyens. Les Danois inaugurent ainsi une mutation du modèle : ce ne sont plus des professionnels que réunissent ces conférences, mais des personnes naïves, candides dont l'avis est appelé à accompagner un processus politique. Il s'agissait d'obtenir l'opinion de la population, ou plus exactement d'un panel de profanes censé représenter la population, concernant des choix scientifiques et technologiques.

### En France
En France, l'Agence nationale d'accréditation et d'évaluation de la santé (ANAES) — actuelle Haute Autorité de santé (HAS) — a été créée en 1996 aux fins d'organiser des débats semblables à ceux développés à l'occasion des conférences de consensus médicales.
La première conférence de citoyens — originellement appelée conférence de consensus, elle fut renommée pendant le processus — a eu lieu en France en 1998 sur le thème des plantes transgéniques. Elle a été organisée par l’Office parlementaire des choix scientifiques et technologiques (OPECST) avec 15 citoyens et faisait suite à une décision controversée prise en 1997 d'autoriser la culture de certains maïs transgéniques.
Peu de conférences de citoyens ont été organisées en France à l’échelle nationale : en 1998, l’Office parlementaire des choix scientifiques et technologiques (OPECST) a organisé une conférence avec 15 citoyens sur les OGM ; en 2002, la Commission française du développement durable a organisé une conférence avec 16 citoyens sur les changements climatiques et la citoyenneté et en 2003 une conférence de 15 citoyens sur le devenir des boues domestiques a été organisée dans le cadre du débat national sur l’eau, en 2013, le Comité consultatif national d'éthique a organisé une conférence de citoyens sur la fin de vie.
De 2005 à 2009, le laboratoire GSK a organisé 5 conférences avec 20 citoyens sur des thèmes liés à la santé : l’évaluation des risques pour les médicaments, les progrès thérapeutiques, l’engagement du citoyen dans le système de santé, l’orientation dans le système de soins, l’hôpital. En 2012, l’Institut Montaigne a organisé une conférence avec 25 citoyens pour répondre aux questions « Quel système de santé voulons-nous ? Comment souhaitons-nous l’utiliser et le financer pour qu’il soit viable ? ».
Une conférence des citoyens fut également réunie entre décembre 2013 et février 2014, dans le cadre du débat public autour du projet Cigéo (centre de stockage en couche géologique profonde des déchets de haute et moyenne activité à vie longue).
Les collectivités territoriales ont également recours aux conférences de citoyens pour recueillir les opinions de leurs administrés : la Ville de Paris a notamment organisé des conférences avec l'IFOP sur la pollution de l'air en 2015 et sur l'amélioration de la qualité de vie dans le logement social en 2016.
Le Sénat a organisé une conférence de consensus sur le logement, en accord avec le Gouvernement : débutée le 12 décembre 2017, elle a rendu la conclusion de ses travaux le 8 février 2018 à travers une plateforme numérique plateforme permettant d'en diffuser les contributions des différents acteurs (associations, élus, bailleurs sociaux, syndicats, entreprises, etc.) en vue de l’enrichissement du futur projet de loi et du débat parlementaire correspondant.

## Spécificités d'une conférence de citoyens

### Thème complexe
La conférence de citoyens ne saurait être considérée comme une forme de sondage (sondage d'opinion). Elle répond à une situation où une décision politique est souhaitable mais où elle revêt une complexité inhabituelle et nécessite un consensus de la population. Cette complexité porte sur plusieurs facteurs.

#### Lourdes incertitudes
Le sujet débattu comporte de lourdes incertitudes qu'il est impossible de lever dans l'immédiat. Très souvent les thèmes concernent l'environnement ou les conséquences d'une innovation technique. Au départ les citoyens ne possèdent pas d'information détaillée sur le sujet. Une information scientifique et/ou technique lourde est nécessaire. La conférence de citoyens assure alors « l'accès à l'information (et) la participation du public au processus décisionnel » conformément à l'esprit de la convention d'Aarhus (1998).

#### Intérêts multiples et contradictoires
Des intérêts multiples et contradictoires sont liés à la question débattue. Un compromis n'est pas accessible. La conférence de citoyens sert alors à dégager la solution la plus conforme, ou la moins contraire à l'intérêt général.

##### Intérêts des uns et des autres
Les intérêts d'une partie de la population s'opposent aux intérêts d'une autre. Ainsi en est-il de la culture du maïs dans le Sud-Ouest de la France. Ses besoins d'eau en été aggravent les pénuries en période de faible pluviométrie. Les intérêts des agriculteurs s'opposent à ceux de la population urbaine soumise à des restrictions. En Bretagne les nitrates provenant des déjections animales dans l'élevage intensif favorisent l'envahissement des plages par des algues. L'intérêt des apiculteurs peut s'opposer à celui des producteurs et utilisateurs de pesticides écotoxiques (abeilles).

##### Intérêts individuels et intérêt collectif
Les questions environnementales et les structures complexes de la société moderne ne permettent plus « de garantir l'essor respectif et non contradictoire des libertés individuelles et collectives ». Les populations locales s'opposent souvent à des travaux d'intérêt général. Ce que symbolise l'acronyme NIMBY (Not In My Back Yard - « Pas dans ma cour »). De même l'utilisation de la voiture personnelle pour aller au travail, s'il existe des transports en commun, entraîne une dégradation de la santé publique.

##### Intérêts d'aujourd'hui et intérêts de demain
« Un grand nombre de nos comportements quotidiens, nullement destinés à nuire à autrui, ni même parfois orientés vers autrui, peuvent compromettre nos propres intérêts futurs et a fortiori ceux d'autrui, aujourd'hui, demain et dans un avenir plus lointain… (Bourg fait ici allusion aux) conditions paysagères, climatiques, sanitaires et biologiques ».

### Impossible arbitrage

#### Marché inapte
Le marché est le lieu où se rencontrent l'offre et la demande et où se fixent les prix. Dans le cas des conférences de citoyens il ne s'agit ni de déterminer un prix, ni de répondre à une offre mais de trancher entre des intérêts contradictoires. Le marché est inapte à résoudre ces contradictions, si déjà il ne les rend pas lui-même possibles.

#### Compétence controversée des élus
Les élus sont dans la même méconnaissance que le reste de la population. S'ils ont à prendre position entre des intérêts contradictoires, ils sont tenus de défendre celui de leurs mandants. Selon Bourg, « (ils) n'ont aucune légitimité à ruiner la liberté individuelle, la préservation de l'indépendance de chacun fondant au contraire leur légitimité ». Enfin, au Parlement, les prises de décision se prennent souvent dans des commissions restreintes aux délibérations opaques facilement accessibles aux intercessions des groupes d'intérêt.
Cependant les conférences de citoyens ne se substituent pas aux élus pour une prise de décision. Elles les éclairent en amont en s'efforçant de dégager la position la plus conforme à l'intérêt général. Les élus ne sont pas tenus de suivre ses recommandations mais « ils ont le devoir de justifier leur décision si elle ne (les) suit pas ».

#### Enjeu démocratique
La mondialisation contraint l'État à rendre à la société la capacité de se livrer à la concurrence. Il doit dans ce cadre parvenir à l'efficacité maximale des moyens techniques dont il dispose. Dans cet État technique les contraintes objectives chassent toute forme de décision. L'évaluation démocratique de la technique représente la seule possibilité susceptible de remettre en cause les choix de l'État. Parallèlement « les experts vont découvrir les interrogations et les questions portées par les profanes qui relèvent souvent de domaines — sociologie, psychologie, art de vivre… — que les experts scientifiques abordent rarement ».

### Thèmes
Le développement du débat public dans les années soixante s'est fait sur les questions d'environnement. La convention d'Aarhus est d'ailleurs circonscrite aux problèmes d'aménagement et d'environnement. Se sont rajoutés les questions liées aux innovations scientifiques vu leurs possibles conséquences écologiques, sanitaires voire sociétales. Certains auteurs proposent des conférences de citoyens sur des questions de société. Isabelle Cassiers les préconise pour redéfinir des finalités, Dominique Méda pour choisir les indicateurs à mettre en place dans le cadre de grands objectifs à poursuivre. Pierre Rosanvallon pour déterminer les grandes orientations d'avenir touchant les politiques publiques et les relations internationales. Pour Lucie Davoine les indicateurs de bien-être et de progrès social qui doivent servir à la définition des politiques à mener ne peuvent être laissés aux mains des experts et doivent faire l’objet d’un véritable débat citoyen. Pour la Fondation Sciences Citoyennes, la propagation des technologies doit être régulée en fonction des besoins exprimés par la société. La conférence de citoyens en est l’outil adéquat. Il faut l’institutionnaliser et en définir tant le cadre procédural que le cadre juridique. Dans cette optique la Fondation Sciences Citoyennes a élaboré un projet de loi concernant les conventions de citoyens.

### Validité

#### Critiques
En France cette institution apparaît insolite. Cependant un précédent existe : les jurys d'assises. Une Cour d'assises se compose de citoyens tirés au sort et informés par les autorités judiciaires de la manière d'accomplir leurs tâches. D'autres critiques semblent plus pertinentes : le nombre limité de personnes composant le panel d'une conférence de citoyens peut faire douter de sa légitimité démocratique. Les risques de manipulation des citoyens, notamment par une information biaisée, ou dans le cadre de l'animation, sont importants. La durée relativement modeste de la formation met en doute la capacité d'acquérir suffisamment de compétences pour pouvoir s'opposer aux experts.

#### Précautions à prendre
Toutes ces critiques sont exactes et s'en soustraire nécessite des procédures précises dans la préparation et le déroulement de la conférence. Le panel des citoyens doit refléter la composition sociodémographique de la nation, mais aussi les équilibres idéologiques. La formation des citoyens doit être substantielle. Elle ne saurait conduire à concurrencer les experts mais doit permettre aux profanes de « mettre en question » les certitudes des experts. Le choix des formateurs et de l'animateur est crucial pour éviter les manipulations. L'objectivité de la formation et des débats doit pouvoir être vérifiée.

### Déroulement
Un modèle de procédure est décrit par Daniel Boy dans le livre qu'il a publié avec Dominique Bourg.

#### Comité de pilotage
Il est chargé de recruter le panel de citoyens et les formateurs. Sa composition doit comprendre des connaisseurs de la méthode des conférences de citoyens et des connaisseurs du champ débattu. Les premiers sont chargés de fixer les procédures, de veiller au respect des règles et de nommer le panel des citoyens, les seconds d'identifier les parties prenantes et de désigner les formateurs. Il est composé d'une dizaine de personnes reflétant une assez grande diversité d'opinions individuelles sur la controverse.

#### Panel des citoyens
Le recrutement des profanes est généralement confié à un institut de sondage. En 1998 les critères sociodémographiques retenus étaient le sexe, les classes d'âge, le niveau culturel, les professions et les lieux d'habitation. Un questionnaire portant sur les opinions à l'égard de la science et de la technologie ainsi que les appartenances politiques et religieuses permettait d'assurer les équilibres idéologiques. Un animateur doit être désigné pour assister le groupe des profanes dans la réalisation de ses tâches. Son rôle est déterminant. Il devra être rompu aux techniques d'animation de groupe, de gestion des conflits et de travail en commun.

#### Panel des formateurs
Trois critères doivent être retenus pour le choix des formateurs : les qualités pédagogiques, la compétence dans le domaine et le degré d'implication du formateur dans les enjeux du débat.

#### Panel d'experts
Les experts sont d'une part des scientifiques spécialistes du domaine traité mais aussi des représentants des parties prenantes (administration, politique, industriel, militant associatif). Ils sont choisis par le panel des citoyens qui sera aidé, dans ce choix, par le comité de pilotage.

#### Garanties de non manipulation
Le comité de pilotage veille à ce que des informations biaisées ne soient pas délivrées. L'absence de frustrations ou de plaintes de la part des participants représente déjà un témoignage. Des évaluateurs de la conférence, non membres du comité de pilotage, peuvent également être recrutés. À l'issue du processus ils bénéficieront d'un accès à toutes les pièces du dossier et de la possibilité de solliciter les témoignages de tous les participants. La formation des citoyens est intégralement filmée et disponible à des tiers. La conférence proprement dite est publique. L'anonymat des citoyens durant la formation ainsi que le huis clos des débats postérieurs à la conférence et aboutissant à l'avis final, soustraient le processus aux influences occultes.

### Instrument de démocratie participative
L'espace de temps minimal qui s'écoule entre la prise de décision d'une conférence de citoyens et la remise de l'avis ne saurait être inférieur à huit mois. Son coût évalué en 2005 de 100 000 à 300 000 euros semble inadapté pour des acteurs privés (entreprise, média, organisation professionnelle, syndicat ou association) qui n'auraient besoin que d'un sondage. Leur implication dans la question rendrait leur initiative peu crédible. Conçue dans la perspective d'une prise de décision la conférence de citoyens concerne principalement les décideurs politiques. Instrument de démocratie participative elle devrait être organisée sous l'égide d'une instance officielle et les procédures devraient être légalisées par l'élaboration d'un cahier de charges.
Selon Jacques Testart, un bilan sérieux des expériences de démocratie participatives est actuellement presque impossible notamment par manque d'informations concernant les protocoles utilisés. Avec d'autres universitaires — Marie-Angèle Hermitte, Dominique Rousseau, Yves Sintomer, Julie Talpin et Cécile Blatrix — il compose le conseil scientifique de l'OPPRI — Observatoire des pratiques participatives dans la recherche et l'innovation — qui se veut un outil d'information et d'amélioration.